# Pelhřimov
Pelhřimov ( tysk: Pilgrams) er en by i regionen Vysočina i Tjekkiet med  omkring 16.000 indbyggere. Den historiske bykerne er velbevaret og er beskyttet ved lov som et bymonumentreservat.
26 landsbyer er administrative dele af Pelhřimov:
- Benátky
- Bitětice
- Čakovice
- Chvojnov
- Hodějovice
- Houserovka
- Janovice
- Jelcovy Lhotky
- Kocourovy Lhotky
- Lešov
- Lipice
- Myslotín
- Nemojov
- Ostrovec
- Pejškov
- Pobistrýce
- Radětín
- Radňov
- Rybníček
- Skrýšov
- Služátky
- Starý Pelhřimov
- Strměchy
- Útěchovičky
- Vlásenice
- Vlásenice-Drbohlavy

Deraf er tre eksklaver til kommunens område.

## Geografi
Pelhřimovs kommunes areal på omkring 952 km2   er et af de største for en by i Tjekkiet. Byen ligger omkring 37 km  vest for Jihlava, cirka halvvejs mellem Prag og Brno.
Pelhřimov ligger i Křemešník-højlandet. Det højeste punkt i kommunen er på en konturlinje i den sydøstlige del, på 700 moh. Den ligger i dalen af den lille flod Bělá, som løber gennem byområdet. Typisk for området er et stort antal små damme.

## Historie
Ifølge en legende blev Pelhřimov grundlagt af biskoppen Pelhřim (Peregrinus) af Wartenberg i 1225-1226. Den tidligste bebyggelse blev sandsynligvis grundlagt i første halvdel af det 13. århundrede nær kirken Sankt Vitus. Den første skriftlige omtale af Pelhřimov er fra 1289, hvor den blev angrebet af Vítek af Hluboká. I 1290 gav kong Wenceslaus 2.  biskop Tobiáš af Bechyně en koncession til at renovere byen og befæste den. Byen blev i starten hovedsageligt bosat af tyske kolonister, men efterhånden etablerede tjekkerne sig som flertallet i byen.
I hussitterkrigene stillede Pelhřimov sig på hussitternes side. Byens gunstige position, på grænsen mellem Rosenberg-familiens domæne og herrerne i Kunštát, var vigtig, efter at omvæltningerne sluttede, og herrernes forsoning begyndte. I 1446-1450 blev Pelhřimov valgt som mødested for jorddiæter (parlamenter eller deliberative råd), der selv deltog kong George af Poděbrady. Sølvudvinding i nærheden af Křemešník hjalp med at udvide Pelhřimov. Håndværket blomstrede i byen. I 1434 blev byen erhvervet af Lords Trček af Lípa. De solgte godset i 1550 til Adam Říčanský af Říčany, som havde bygget et slot ved siden af bymurene. Herrerne fra Říčany boede på slottet indtil 1572, hvor byen købte sin frihed.
I 1596 forfremmede kejser Rudolf 2. Pelhřimov til en kongeby. Undertrykkelsen, der fulgte efter det bøhmiske oprør, afbrød den lovende udvidelse af byen. Byen blev derefter alvorligt beskadiget af en stor brand i 1646, som ødelagde de fleste af byens bygninger. Endnu en ødelæggende brand hærgede byen i 1766. Borgerhusene blev ensartet rekonstrueret i renæssance-barok stil, og brandene hjalp derfor byen med at bevare sin homogenitet.
I løbet af 1800-tallet har byen oplevet en kulturel udvikling som følge af den nationale genoplivning. Der blev stiftet patriotiske foreninger, teater- og sangensembler. Salthuset fra 1707 blev rekonstrueret som nationalhuset og er i dag Pelhřimov-teatret. I anden halvdel af 1800-tallet skete industrialiseringen. det var især repræsenteret ved børstefremstilling, trikotage og produktion af landbrugsredskaber.

## Seværdigheder
Det historiske centrum er dannet af Masarykovo-pladsen med tilstødende gader. Det var afgrænset af bymure, og  rester af den er stadig bevaret.

## Galleri
- Renaissancehus nr. 17
- Rynárecporten
- Sankt Vituskirken